# Боеми (опера)
Боеми (La Bohème), опера, сцене из боемског живота у четири дела Ђакома Пучинија

## Либрето
Луиђи Илика (Luigi Illica) и Ђузепе Ђакоза (Giuseppe Giacosa) према роману „Сцене из боемског живота” (Scènes de la vie de bohème) Луи-Анрија Муржеа (Luis-Henri Murger).

## Праизведба
1. фебруар 1896, Торино у Teatro Regio.

## Ликови и улоге
| Родолфо ()   | песник            | тенор   |
| Мими ()      | шваља             | сопран  |
| Марчело ()   | сликар            | баритон |
| Мизета ()    | певачица          | сопран  |
| Шонар ()     | музичар           | баритон |
| Колин ()     | филозоф           | бас     |
| Беноа ()     | кућевласник       | бас     |
| Парпињол ()  | продавац играчака | тенор   |
| Алчиндоро () | државни саветник  | бас     |
| Цариник      |                   | бас     |

студенти, шваље, продавци и прекупци, војници, конобари, деца, грађани (хор)

## Место и време
Париз, око 1830. године.

### део
Родолфо, Шонард, Колин и Марчело живе на мансарди над крововима Париза. Бадње је вече, а они су без новаца и без огрева. Марчелу је толико хладно да не може да држи четкицу. Родолфо жртвује свој рукопис да би их загрејао. Колин се враћа из залагаонице где је хтео да да неке своје књиге, али је била затворена. Појављује се Шонар са новцем, огревом, храном и вином, платом од неког енглеског лорда. Они одлучују да прославе Бадње вече у локалу који редовно посећују, „Café Momus”. Кућевласник им куца на врата и тражи већ дуго неплаћену станарину. Они га часте пићем и запричавају, а када се он избрбља да би хтео наћи младу и згодну жену, уместо своје старе и ружне, они то искористе да га избаце напоље као прељубника. Напокон крећу у ресторан, а Родолфо остаје да заврши неки чланак за новине. Неко му куца на врата: то је млада комшиница којој се свећа угасила у ходнику и моли га да јој је поново упали. Наједном јој позли и он је понуди да седне и да јој мало вина. Она крене напоље али схвати да јој је негде испао кључ. Промаја угаси свеће и док траже по мраку, Родолфо је ухвати за хладну руку. Он јој прича о себи и тражи од ње исто. Пријатељи га зову са улице и њих двоје загрљени одлазе са њима.
Велика је гужва у Латинској четврти. Родолфо је купио Мими црвену капицу. Упознаје је са пријатељима и започиње разговор о љубави. Наједном у локал улази лепо одевена девојка у пратњи старог господина. То је Мизета, Марчелова бивша љубавница. Већ јој је досадио стари Алчиндоро и она стално покушава да привуче Марчелову пажњу. Под изговором да је ципела жуља, она пошаље Алчиндора да јој купи нове, и стари љубавници су поново заједно. Сви одлазе за војним оркестром, а када се Алчиндоро врати, дочека га само повећи рачун који су за собом оставили.
Мизета и Марчело су одсели у крчми крај капије Париза. Мими долази да нађе Марчела и очајно му поверава да ју је Родолфо напустио из љубоморе. Када се Родолфо појави, она се сакрије иза дрвета и чује прави разлог његовог одласка: Мими је озбиљно болесна и он не може да поднесе њене патње јер је превише воли. Она му се баца у наручје и опрашта се од њега, док се Мизета и Марчело свађају.
Родолфо и Марчело су поново у стану на мансарди, залуд покушавајући да забораве девојке које воле. Колин и Шонар доносе хлеб и харинге. Сви се госте и весело играју по соби, а Шонар и Колин се боре са лопатом и машицама за угаљ. Одједном долази Мизета са смртно болесном Мими, коју је нашла на степеницама. Мими је дошла да још једном види свог драгог. Стављају је у кревет. Мизета одлази да јој купи муф за њене ледене руке, Марчело да доведе лекара, а Колин да заложи свој капут да би све то платили. Родолфо и Мими остају сами и сећају се свог првог сусрета. Остали се враћају и Мими је пресрећна због новог муфа, верујући да је то поклон од Родолфа и срећно заспи. Мизета спрема лек који је Марчело донео, али када Шонар жели да пробуди Мими, схвата да је она умрла. Родолфо у сузама грли своју вољену.

## Познате музичке нумере
- (Како Вам је хладна рука) – Родолфова арија (I део)
- (Да, мене зову Мими) – арија Мими (I чин)
- (О дивна девојко) – дует Родолфа и Мими (I чин)
- (Када ја пођем) – арија Мизете (II чин)
- (Збогом дивним тренуцима) – опраштање Родолфа и Мими (III чин)
- (Стари капуту чуј ме) – Колинова арија (IV чин)